# 1073 в Україні

## Події

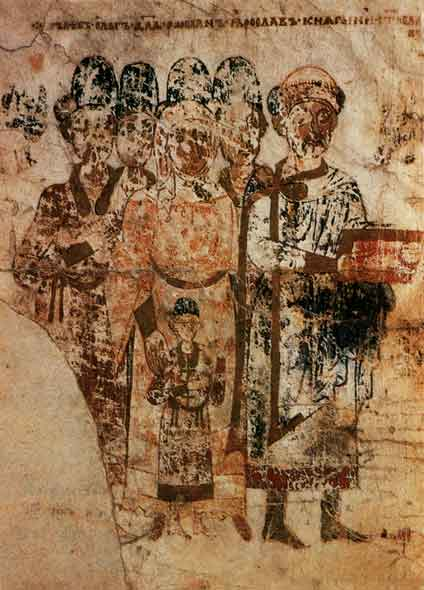
Зображення Святослава Ярославича в «Ізборнику» 1073 року

- Учасники триумвірату прогнали з Києва великого князя Ізяслава Ярославича, звинувативши старшого брата Ізяслава у змові з полоцьким князем Всеславом. Святослав Ярославич за допомогою Всеволода вигнав Ізяслава з Києва, захопивши великокняжий престол[1] (до 1076 року).
- У Києві складено енциклопедичний збірник Ізборник Святослава[1].

## Особи

### Призначено, звільнено
- великого князя Ізяслава Ярославича.

### Померли

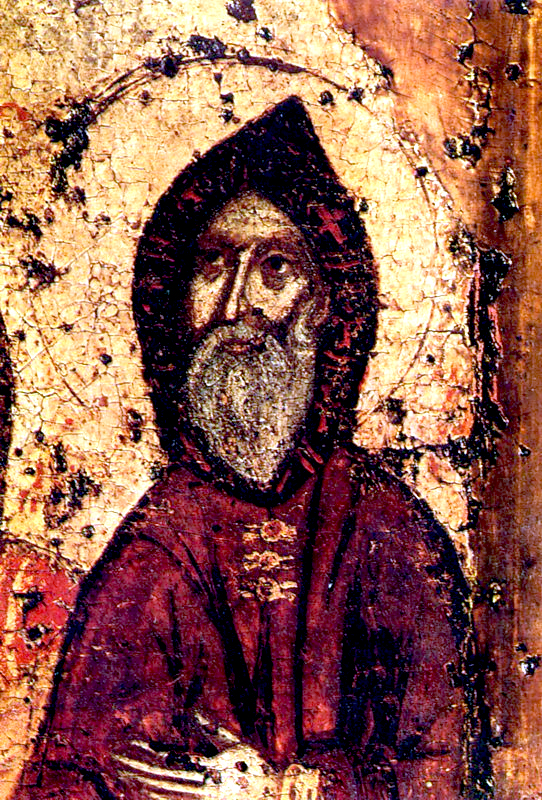
Фрагмент Свенської ікони Божої Матері

- Антоній Печерський, церковний діяч Русі-України, один із засновників Києво-Печерського монастиря і будівничий Свято-Успенського собору (нар 983)[2][3];

## Видання, твори
- енциклопедичний збірник Ізборник Святослава[1].

## Пам'ятні дати та ювілеї
- 175 років з часу (898 рік):
  - Облоги Києва — нападу кочівників-угорців на чолі з ханом Алмошем на Київ в ході їх кочування на захід і попередній завоюванню батьківщини на Дунаї (з центром в Паннонії)[4].
  - першої писемної згадки про місто Галич[2][5][6] — колишньої столиці Галицько-Волинського князівства, наймогутнішої твердині на південно-західних давньоруських землях, а нині — центру Галицької міської громади Івано-Франківської області.

### Видатних особистостей

#### Народження
- 50 років з часу (1023 рік):
  - народження Анастасії Ярославни, королеви Угорщини (1046—1061 рр.) з династії Рюриковичів, дружини короля Андраша I; наймолодша дочка Ярослава Мудрого та Інгігерди, сестри королеви Франції Анни Ярославни та королеви Норвегії Єлизавети Ярославни (пом. 1074).